# Felix Baumgartner

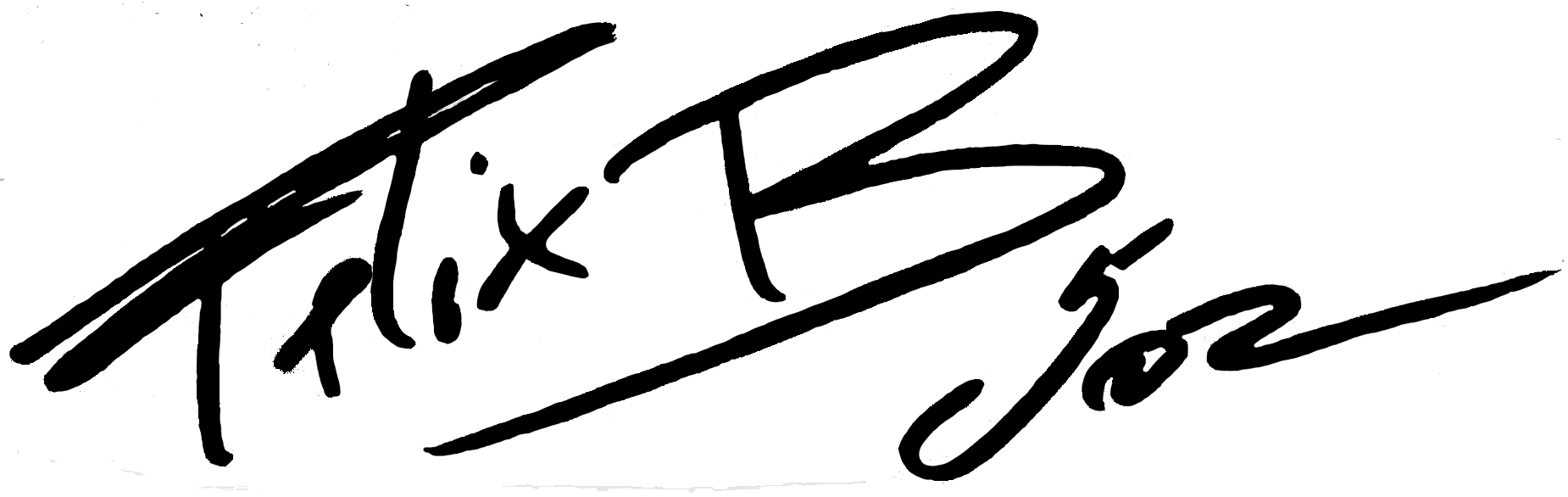
Autogramm Felix Baumgartner, mit Markenzeichen 502

Felix Baumgartner (* 20. April 1969 in Salzburg; † 17. Juli 2025 in Porto Sant’Elpidio, Italien) war ein österreichischer Base-Jumper und anderweitiger Extremsportler. Internationale Bekanntheit erlangte er mit dem Stratosphärensprung Red Bull Stratos.

## Leben
Baumgartner absolvierte eine Lehre als Maschinenschlosser und arbeitete danach als Kfz-Mechaniker. Mit 18 Jahren verpflichtete er sich für fünf Jahre zum österreichischen Bundesheer. Er wurde zum Panzerfahrer ausgebildet und diente später als Instrukteur und Fallschirmspringer in der Heeressport- und Nahkampfschule in Wiener Neustadt. Da er laut eigener Aussage Probleme damit hatte, sich unterzuordnen und „dumme Befehle“ zu befolgen, wurde er als militärisch ungeeignet eingestuft und aus dem Bundesheer entlassen. Ebenfalls in Wiener Neustadt trat er einem Boxverein bei und absolvierte am 8. Mai 1992 einen Profikampf gegen den Kroaten Dinko Porobija, den er durch K. o. in Runde 1 besiegte.
Im Jahr 1996 folgte, nach einer Ausbildung bei Tracy Lee Walker in Bayern, beim Bridge Day sein erster Objektsprung von der New River Gorge Bridge. Seitdem machte Baumgartner über 2600 Fallschirmsprünge, davon 130 Objektsprünge. Ab 1997 war Baumgartner professioneller Basejumper und wurde seitdem von Red Bull gesponsert. Der Auftakt war der Titel für Best-Overall-Performance beim Bridge Day 1997. Baumgartner erreichte diesen Titel in West Virginia gegen 350 Teilnehmer.
Seine Registrierung bei der United States BASE Association im Jahr 1998 ergab für ihn die Nummer 502, was er zu einer auf ihn registrierten Marke machte: das Logo mit der Flamme und der Zahl 5.0.2. Jeder Springer, der alle vier Objekttypen (BASE = Building [Gebäude], Antenna [Antenne], Span [Brücke] und Earth [natürliche Erhebungen]) nachweislich gesprungen ist, kann bei der amerikanischen Vereinigung eine solche Nummer beantragen; im Jahr 2006 gab es über tausend vergebene Nummern.
2006 nahm er an der Wok-WM in Innsbruck teil.
Nach seinem Stratosphärensprung am 14. Oktober 2012 (siehe unten) kündigte Baumgartner an, sich mit sofortiger Wirkung aus dem Extremsport zurückzuziehen. Er äußerte die Absicht, zukünftig als Rettungshubschrauberpilot halbjährlich in den Alpen und in Kalifornien tätig zu sein.
Nachdem die österreichische Finanzverwaltung Baumgartner 2013 nicht als bei Sportveranstaltungen auftretenden Sportler eingestuft hatte, bei ihm somit der damit verbundene Steuerrabatt nicht anzuwenden sei, zog Baumgartner in die Schweiz. Sein Haus und sein Helikopter wurden von den Behörden aufgrund seiner Steuerschulden beschlagnahmt. Seitdem wohnte Baumgartner in Arbon (Kanton Thurgau) in der Schweiz.
Im Jahre 2014 startete Baumgartner beim 24-Stunden-Rennen auf dem Nürburgring und erreichte mit seinem Team den neunten Rang.
Am 17. Juli 2025 kam Baumgartner im Alter von 56 Jahren bei einem Flugunfall im italienischen Porto Sant’Elpidio ums Leben. Dabei stürzte er mit einem Motorschirm in eine Holzhütte am Pool einer Hotelanlage; der Tod wurde noch vor Ort festgestellt. Als Ursache werden technische Probleme am motorisierten Gleitschirm angegeben.

## Sprünge
Am 15. April 1999 sprang er vom 88. Stockwerk der Petronas Towers in Kuala Lumpur. Dafür hatte er das Gebäude tagelang beobachtet, das Sicherheitspersonal ausgekundschaftet und sich als Geschäftsmann verkleidet Zutritt zum Gebäude verschafft. Den Fallschirm, mit dem er von einem Fensterputzkran absprang, hatte er in einem Aktenkoffer eingeschmuggelt.
Am 7. Dezember 1999 sprang er morgens um sieben Uhr vom rechten Arm der Christusstatue auf dem Corcovado in Rio de Janeiro mit dem Fallschirm ab. Zuvor hatte er sich auf dem Gelände einschließen lassen, dann kletterte er an einem mit einer Armbrust übergeschossenen Seil zur Absprungstelle.
Am 2. März 2003 erklomm er gemeinsam mit Günter Karnutsch die Ostwand des 2950 Meter hohen Sass Pordoi in Italien und sprang vom Gipfel aus per Fallschirm ab. Dabei handelte es sich um das erste gemeinsame Projekt dieser beiden Extremsportler.
Am 1. Juni 2003 führte Baumgartner den Hauptstunt für die Taurus Awards 2003 in Hollywood durch. Mit einem Carbonflügel ausgestattet, veranstaltete er ein Wettfliegen gegen eine 368 Kilowatt starke Pilatus-Porter-Propellermaschine. Der Flug selbst fand über den Lake Powell in Utah statt. Baumgartner gewann das Rennen mit einer erreichten Höchstgeschwindigkeit von 240 Kilometer pro Stunde.

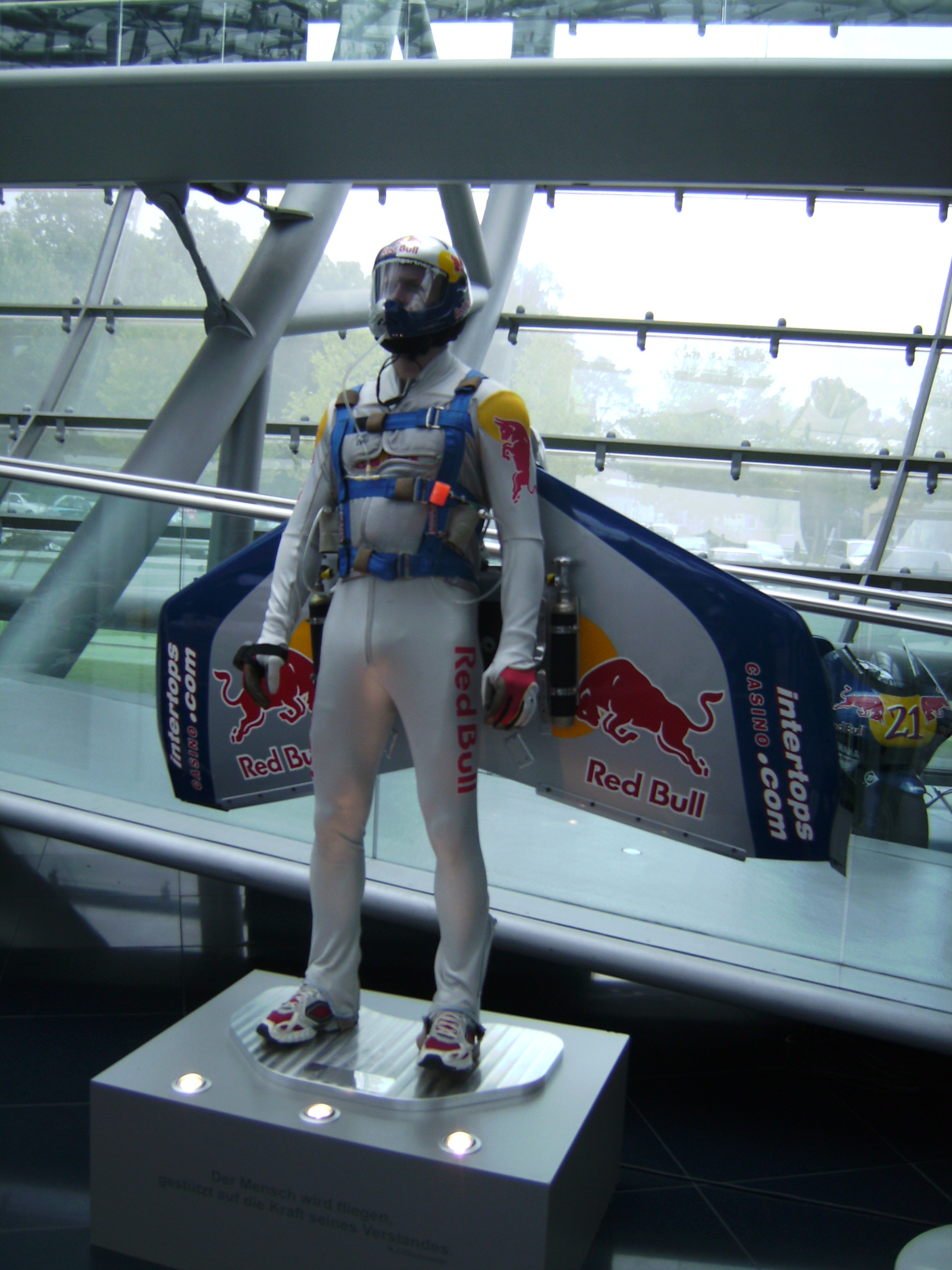
Die für die Ärmelkanalüberquerung benutzten Flügel aus Carbonfasern, ausgestellt im Hangar-7

Am 31. Juli 2003 überquerte Baumgartner als erster Mensch im Gleitflug den Ärmelkanal von Dover bis Calais. Er sprang in 9800 Metern Höhe (Temperatur minus 52 Grad Celsius) aus einer Skyvan ab und trug eine Sauerstoffmaske, einen isolierenden Spezialanzug und einen Flügel aus Carbonfasern mit 1,8 Metern Spannweite. Die 34 Kilometer lange Strecke legte er mit einer Höchstgeschwindigkeit von 360 Kilometern pro Stunde in sechs Minuten und 22 Sekunden zurück. Das bei diesem Sprung verwendete, damals noch experimentelle Fluggerät hieß SkyRay (englisch sky = Himmel, ray = Rochen) und wird heute als militärisches Waffensystem unter der englischen Bezeichnung Gryphon (Greif) weiterentwickelt. In einer Höhe von 1200 Metern öffnete Baumgartner den Fallschirm und landete am Cap Blanc-Nez nahe Calais, obwohl die französischen Behörden die Landung dort untersagt hatten.
Am 27. Juni 2004 sprang Felix Baumgartner vom Viaduc de Millau. Ein Objektsprung am 10. September 2004 von der Brücke Puente de las Américas, die den Panama-Kanal überquert, führte zu einer kurzen Inhaftierung in Panama. Ebenfalls 2004 sprang er in den 190 Meter tiefen flaschenförmigen Höhlenschacht der Mamethöhle im Velebitgebirge (Kroatien).
Am 18. August 2006 sprang er vom Turning Torso in Malmö, Schweden, dem mit einer Höhe von 190 Metern zum Zeitpunkt des Sprungs höchsten Gebäude Skandinaviens. Dem Sprung ging ein Absprung aus einem Helikopter mit Ziellandung auf dem Dach des Gebäudes voraus. Laut seiner Website flüchtete Baumgartner nach dem Sprung per Motorrad und Schnellboot nach Dänemark.
Am 11. Dezember 2007 sprang er um 16:18 Uhr von der 390 Meter hohen Aussichtsplattform des Wolkenkratzers Taipei 101 in Taiwan. Der Fallschirm wurde am Vortag von einer taiwanischen Bekannten an der Security vorbeigeschmuggelt und von Baumgartner in der Deckenverkleidung der Toilette der Besucherplattform versteckt. Baumgartner landete auf einem Parkhaus, verschwand im Straßenverkehr und verließ zwei Stunden nach dem Sprung per Flugzeug das Land Richtung Hongkong.

### Weitere Sprünge
- 2001: Sprung von den rund 120 Meter hohen Felsen von Meteora
- 2003: Sprung aus 140 Meter Höhe des Millennium Tower in Wien, dem damals höchsten Gebäude Österreichs
- 2004: Sprung von einer 59 Meter hohen Brücke über den Kanal von Korinth
- 2006: Sprung von 225 Meter Höhe des Torre Mayor in Mexiko-Stadt, dem damals höchsten Gebäude Mexikos[15]
- 2007: Sprung in die rund 120 Meter tiefe Höhlenkammer Madschlis al-Dschinn in Oman

### Sprung aus der Stratosphäre

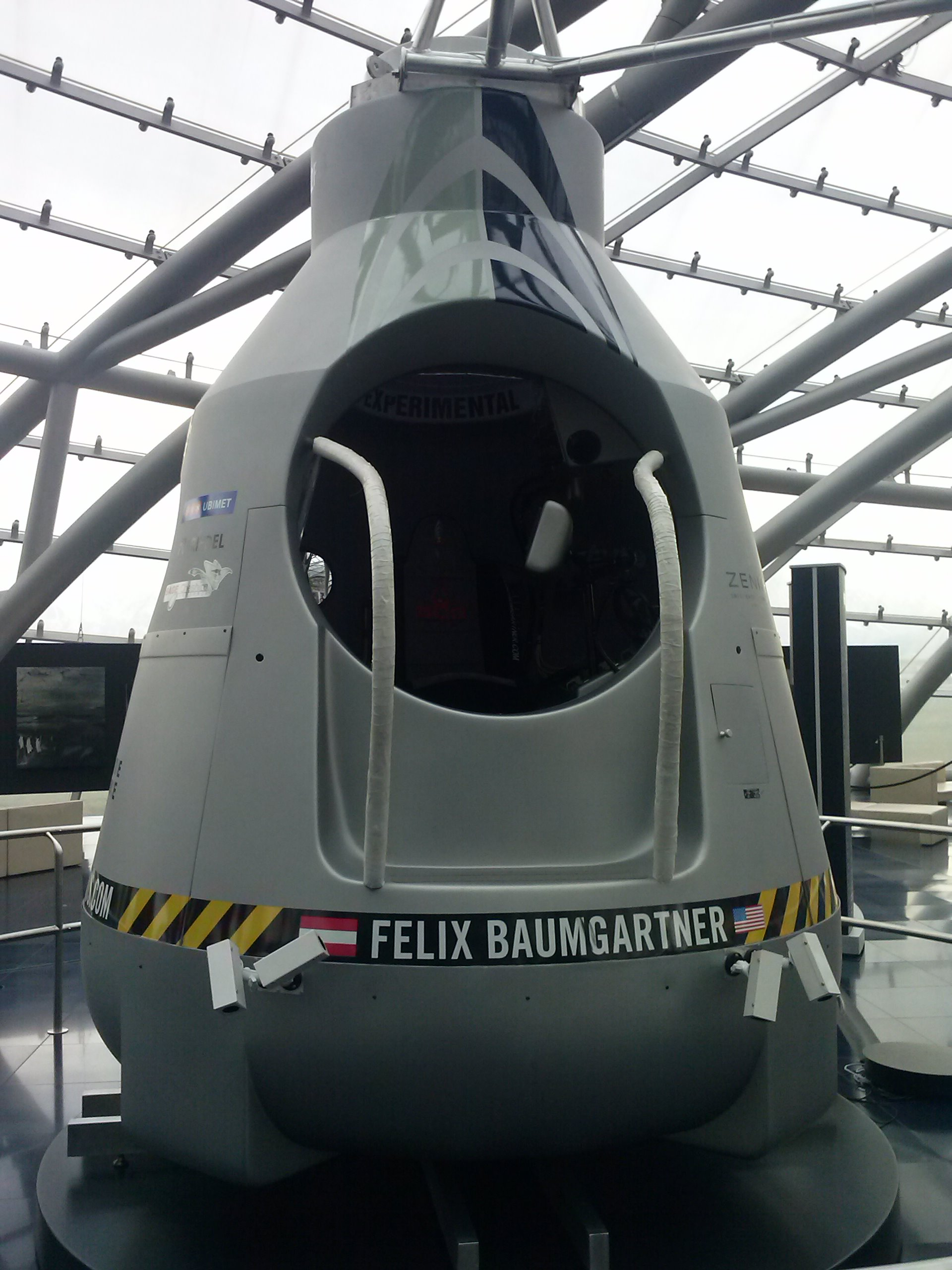
Druckkapsel, ausgestellt im Hangar-7 in Salzburg

Baumgartner stieg am 14. Oktober 2012 von der Walker Air Force Base bei Roswell, New Mexico (USA) mit einem Heliumballon in einer Druckkapsel in die Stratosphäre auf, um mit Schutzanzug und Fallschirm abzuspringen. Nach dem Sprung reichte er drei Eckdaten bei der FAI zur Anerkennung als Weltrekord ein:
- Der mit 38.969,4 Meter bis dahin höchste Absprung mit einem Fallschirm. Dieser Rekord wurde zuvor mit 31.333 Meter von Joseph Kittinger gehalten. Kittinger stellte diesen Rekord am 16. August 1960 im Rahmen des Projekts Excelsior auf. Baumgartners Rekord hatte bis zum 24. Oktober 2014 Bestand, als Alan Eustace aus etwa 41.419 Meter Höhe sprang.[16][17]
- Der mit 36.402,6 Meter tiefste freie Fall. Dieser Rekord wurde zuvor mit 24.500 Meter von Jewgeni Andrejew gehalten, der ihn 1962 bei Wolsk aufstellte.
- Die mit 1357,6 Kilometer pro Stunde größte im freien Fall erreichte Geschwindigkeit ohne Stabilisierungsschirm.[18] Den bisherigen Rekordwert von 864 Kilometer pro Stunde hatte Baumgartner im Juli 2012 aufgestellt.[19]

## Kontroversen
2012 antwortete Baumgartner auf die Frage, ob er sich einen Wechsel in die Politik vorstellen kann, man könne in einer Demokratie nichts bewegen. Man brauche eine „gemäßigte Diktatur“ durch ein „paar Leute aus der Privatwirtschaft“, die sich „wirklich auskennen“ würden. Im April 2017 revidierte Baumgartner seine Aussage auf die gleiche Frage in einem Interview mit der Zeitschrift allesroger?: „Unter den derzeitigen Bedingungen halte ich es für reine Zeitverschwendung. Sollte Österreich irgendwann die direkte Demokratie einführen, wäre es eine Überlegung wert.“ Das Ziel müsse die direkte Demokratie nach dem Vorbild der Schweiz sein.
Mit einem Textbild als Facebook-Posting zur Flüchtlingspolitik löste Baumgartner am 25. Jänner 2016 einen Shitstorm in sozialen Medien aus. So ist in dem Beitrag zu lesen: „Ein Land, in dem Angeln ohne Angelschein rechtlich bestraft wird und Menschen ohne Pass die Grenze überqueren, können nur Idioten regieren!“ Der ungarische Ministerpräsident Viktor Orbán hingegen verdiene für seinen politischen Umgang mit der Migrationsbewegung und für den Grenzschutz den Friedensnobelpreis. „Denn er hat das einzig Richtige getan. Sein Land und sein Volk, das ihn gewählt hat, zu schützen!“ Des Weiteren kritisierte er Angela Merkel für ihre Flüchtlingspolitik. 2016 äußerte sich Baumgartner in einem Facebook-Posting positiv über das Auftreten des Aktivisten der rechtsextremen Identitären Bewegung Österreich, Martin Sellner, in einer TV-Diskussionssendung. Im Mai 2016 machte Baumgartner seine Unterstützung für den FPÖ-Präsidentschaftskandidaten Norbert Hofer öffentlich und teilte auf Facebook verbale Angriffe gegen dessen politischen Kontrahenten Alexander Van der Bellen.
In Bezug auf Frauenrechte stellte Baumgartner die Frage: „Wie weit sind wir bereit, unsere Identität und unsere Kultur aufzugeben und sie zu vermischen mit einer völlig anderen Religion und Ideologie? Was wird aus unseren Frauenrechten, wenn wir dieses Land mit einer Kultur teilen müssen, bei der Frauen keine Rechte haben?“
Im April 2017 kritisierte die österreichische Puls-4-Moderatorin Corinna Milborn ein Werbefoto-Sujet für Damenunterwäsche des Textilkonzerns Palmers als „sexistisch“. Baumgartner antwortete: „Schön, wenn sich zu Hause wieder einige sogar zu Ostern aufregen! Allen voran Puls-4-Infochefin und -Moderatorin Corinna Milborn, bei der Figur auch kein Wunder!“ Eine Einladung Milborns, sich in ihrer Sendung der Diskussion über sein Frauenbild und dessen Auswirkungen zu stellen, lehnte Baumgartner ab, warf ihr „Selbstbefriedigung in den sozialen Netzwerken“ vor und sprach von einem „Schwingen der Sexismuskeule“.
Als 2019 der Satiriker Jan Böhmermann im Interview mit dem ORF-Magazin Kulturmontag der österreichischen Bevölkerung einen „Ruf nach autoritärer Führung“ unterstellt hatte, reagierte Baumgartner auf Facebook mit einer wüsten Beschimpfung Böhmermanns. Die spätere Löschung des Facebook-Statements konnte die Verbreitung nicht unterbinden.
Im Jänner 2024 bezeichnete Baumgartner den Chefredakteur der Wochenzeitung Falter, Florian Klenk, als „feste[n] Trottel“ und „Pharmahure“, weil sich dieser trotz seiner COVID-19-Erkrankungen positiv zu seinen fünf Impfungen geäußert hatte. Aufgrund dieser Äußerung wurde er vom Landesgericht für Strafsachen Wien wegen übler Nachrede nicht rechtskräftig zu einer Entschädigungszahlung von 5000 Euro verurteilt.
Im Juli 2025 äußerte er sich mehrfach in den sozialen Medien zu der Frage nach der Bezahlung im Profifrauenfußball: Seiner Meinung nach sei die geringe Bezahlung fair, da Frauen nicht denselben Job machen wie die männlichen Spieler.

## Privates
Baumgartner war in einer Beziehung mit Gitta Saxx, die zur „Playmate des Jahrhunderts“ des deutschen Playboy gekürt wurde. Später war er mit Nicole Öttl, einem Model und ehemaligen Schönheitskönigin (Miss Niederösterreich 2006), verlobt. Die Beziehung endete im Jahr 2013. Von 2014 bis zu seinem Tod war er mit der rumänischen Fernsehmoderatorin Mihaela Rădulescu (Schwartzenberg) liiert.

## Auszeichnungen

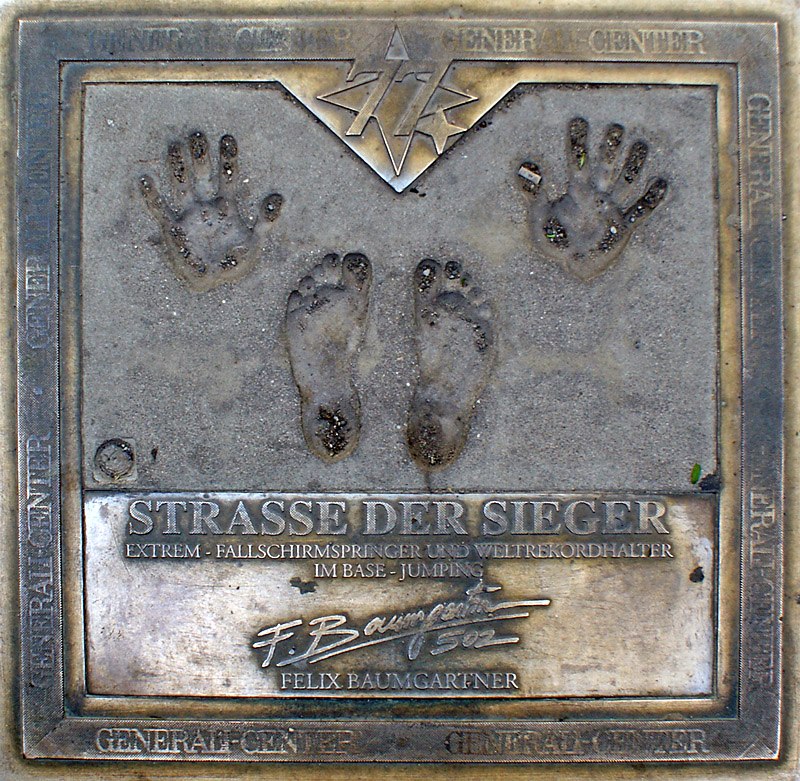
Ehrung auf der Straße der Sieger (Mariahilfer Straße, Wien)

- 2012: Bambi in der Kategorie Millennium[33]
- 2012: The Men of the Year 2012 (‚Der Mann des Jahres 2012‘) des Magazins Top Gear[34]
- 2013: Laureus World Sports Award in der Kategorie Action-Sportler des Jahres[35]
- 2013: Flying magazine: Aufnahme in der Liste 51 Heroes of Aviation (‚51 Helden der Luftfahrt‘) als jüngste lebende Person[36]
- 2017: Men’s Journals: Aufnahme in der Liste The 25 Most Adventurous Men of the Past 25 Years (‚Die 25 abenteuerlichsten Männer der letzten 25 Jahre‘)[37]
- 2017: Negativpreis Rosa Handtaschl, verliehen vom österreichischen Frauennetzwerk Medien[38]
- 2017: Benennung eines Asteroiden nach ihm: (239716) Felixbaumgartner
- 2018: Aufnahme in die Hall of Fame der Piloten und Astronauten als Living Legend of Aviation (‚Lebende Legende der Luftfahrt‘)[39]

## Schriften
- Himmelsstürmer: Mein Leben im freien Fall. NG Buchverlag GmbH 2014, ISBN 978-3-49240-568-3.